# Saint-Denis-en-Bugey
Saint-Denis-en-Bugey település Franciaországban, Ain megyében. Lakosainak száma 2258 fő (2022. január 1.). Saint-Denis-en-Bugey Ambérieu-en-Bugey, Ambutrix, Bettant, Château-Gaillard és Leyment községekkel határos.

## Népesség
A település népessége az elmúlt években az alábbi módon változott:
| Lakosok száma | 1200 | 1511 | 1780 | 2053 | 2216 | 2293 | 2309 | 2266 | 2245 | 2258 |
|               | 1968 | 1982 | 1990 | 2006 | 2013 | 2015 | 2017 | 2019 | 2020 | 2022 |